# Ligota (wieś w powiecie sieradzkim)
Ligota – wieś w Polsce położona w województwie łódzkim, w powiecie sieradzkim, w gminie Burzenin.
W latach 1975–1998 miejscowość należała administracyjnie do województwa sieradzkiego.
Leży 3 km na pn. od Burzenina i zajmuje pow. 682 ha. Wieś zamieszkana przez 246 osób, w 68 gospodarstwach. Wieś posiada punkt sprzedaży pasz i wymiany butli z gazem, sklep i OSP.
W głębi wsi, najprawdopodobniej w miejscu dawnego cmentarza zmarłych na cholerę, krzyż zwany karawaką – o dwóch poprzeczkach. Taki krzyż był używany powszechnie w Polsce, bowiem wierzono, że chronił przed „morowym powietrzem”. Nazwa pochodzi od miasta Caravaca, słynącego z takiego cudownego krzyża.